# Luís Godinho Lopes
Luís Filipe Fernandes David Godinho Lopes (Beira, Moçambique, 10 de Agosto de 1952) é um engenheiro, empresário e dirigente desportivo português. Foi o 41.° presidente do Sporting CP.

## Biografia
Em 1970 viajou para Lisboa para estudar no Instituto Superior Técnico da Universidade Técnica de Lisboa, onde se formou em Engenharia Civil. Concluiu a especialidade em Engenharia de Estruturas no ano de 1976. 
Em 1997 realizou uma especialização em Macroeconomia, na Faculdade de Ciências Económicas e Empresariais da Universidade Católica Portuguesa.

## Política
Findo o seu curso académico no IST, Luiz Godinho Lopes foi chamado para exercer funções no Ministério do Trabalho, em concreto na Inspeção Geral. Estávamos em Novembro de 1974, ainda no rescaldo do 25 de Abril. Fez parte da comissão de análise do Dia do salário para a nação, decretado pelo então primeiro-ministro Vasco Gonçalves e, ainda nesse ano, foi convidado a compor o VI Governo Provisório, do qual fez parte até Maio de 1976 como ajunto do Secretário de Estado da Habitação. Tinha, na altura, 23 anos. 

## Construção
Luís Godinho Lopes destaca-se como um importante empresário do sector da construção civil em Portugal. 
Estreou-se na construção em maio de 1976 como Engenheiro Projetista, na Direção-Geral de Portos, onde permaneceu até julho do ano seguinte. 
Em 1977 passou a exercer funções na Engil. Começou como Diretor de Obra, passando, em seguida, para Diretor da Delegação da Venezuela. Permaneceu no cargo durante três anos onde noeadamente construiu uma fábrica de tractores e Motores para a John Deere e participou como responsável da frente da Central na construção da barragem do Guri, segunda maior do Mundo na época. 
Regressou a Portugal em 1980, data em que lhe foi atribuído o cargo de Diretor de Aprovisionamentos primeiro e depois como Director Geral Técnico Comercial.
Em 1983 formou a sua primeira empresa: a Sóconstroi.
Com a entrada de Portugal na CEE, decidiu vender 80% à Bouygues (empresa francesa): era uma boa oportunidade para as empresas internacionais entrarem em Portugal e Godinho Lopes agarrou-a. Permaneceu ligado a esta empresa e a exercer funções até 1993.
A empresa acabaria por ser readquirida com outros colegas através de um MBO.
A Soconstrói continuou a crescer e, em 1995 fundiu-se com o Grupo A Silva e Silva, nascendo a Assiconstroi; em 1997, este, já era a 4.ª maior empresa de construção do país, faturando 50 milhões de contos(250 Milhões de €). Foi nessa altura que a vendeu à Somague, tendo feito parte da sua Comissão Executiva, na qualidade de  Presidente da Somague Internacional  primeiro e  da Somague Ambiente depois.

## Imobiliário e Turismo
Entre 2003 a 2018 exerceu diversos cargos na área do Imobiliário e Turismo, tais como:
- Gerente e acionista da Cesarius Atividades Imobiliárias e Turísticas;
- Administrador e acionista da Imomerito Sociedade Imobiliária;
- Administrador da Solitarie, Empreendimentos Hoteleiros, proprietária do Intercontinental no Porto;
- Administrador e Co Proprietário do Estoril-Sol Residences;
- Gerente e sócio da Casa Vostra – restauração e franchising;
- Gerente e sócio da Planeta do Golfe;
- Vogal do Conselho de Administração e acionista da Supergolf das Amoreiras (Academia de Golfe);
- Administrador e acionista da Ónus Sociedade de Promoção imobiliária proprietária do Atlantico no Estoril.

## Solidariedade
Desde 2010 que Luíz Godinho Lopes fundou e exerce funções na direção da Associação Novamente, vocacionada para Traumatizados Crânio-Encefálicos (TCE).
Esta associação, idealizada por Godinho Lopes, foi constituída com o objetivo de prestar um melhor apoio às famílias das vítimas de TCE.
Está igualmente ligado à Ajuda de Berço.

## Futebol
Foi vice-presidente do clube entre 1999 e 2001 e eleito presidente dez anos depois, a 28 de Março de 2011, sucedendo a José Eduardo Bettencourt. Foi responsável pela construção da Academia de Alcochete e do Estádio Alvalade XXI.  
Luíz Godinho Lopes apresentou a demissão da presidência do Sporting Clube de Portugal a 4 de Fevereiro de 2013, após o requerimento e marcação de uma Assembleia Geral extraordinária para a destituição do Conselho Directivo, marcada para 25 de Março de 2013.
Em 2015, na sequência da Auditoria de Gestão feita então, um grupo de 76 sócios do Sporting Clube de Portugal solicitou a abertura de processos disciplinares contra alguns associados, visando a sua expulsão do Clube. Em Junho de 2015, Luíz Godinho Lopes foi expulso como associado do clube pelo Conselho Disciplinar, considerando a prática de infracções disciplinares muito graves para a imagem e património do Clube.